# Palm Springs (1936)
Palm Springs (bra: Balneário de Luxo) é um filme estadunidense de 1936, do gênero comédia dramática, dirigido por Aubrey Scotto e estrelado por Frances Langford, Guy Standing e Ernest Cossart. Também apresenta um desempenho inicial do futuro astro David Niven. Foi produzido por Walter Wanger para ser distribuído pela Paramount Pictures.

## Elenco
- Frances Langford como Joan[1]
- Guy Standing como Capitão Smith[1]
- David Niven como Brittel[1]
- Spring Byington como Tia Letty[1]
- Smith Ballew como Slim[1]
- E. E. Clive como Morgan[1]
- Sterling Holloway[1]
- Grady Sutton[1]
- Ann Doran[1]
- Kirby Grant Hoon[1]
- Fuzzy Knight[1]
- Etta McDaniel[1]
- Jack Mower[1]
- Sarah Edwards[1]
- Cyril Ring[1]
- Lee Phelps[1]
- Eddie Tamblyn[1]
- Fred "Snowflake" Toones[1]

## Recepção
O filme registrou um prejuízo de US$ 154.089.